# Grand Prix Styrii Formuły 1
Grand Prix Styrii – wyścig rozgrywany od sezonu 2020 Mistrzostw Świata Formuły 1.

## Historia
Przed startem sezonu 2020 nastąpiła pandemia COVID-19, w związku z którą odwołano bądź przełożono jedenaście eliminacji. W związku z sytuacją w Austrii minister sportu Werner Kogler wyraził zgodę na organizację zawodów na Red Bull Ringu bez udziału publiczności, dopuszczając możliwość rozegrania dwóch weekendów wyścigowych. Na początku czerwca władze Formuły 1 potwierdziły tę opcję, wyznaczając termin rozegrania wyścigu o Grand Prix Austrii na 5 lipca. Jednocześnie ogłoszono wówczas, iż druga runda otrzyma nazwę Grand Prix Styrii. 
W sezonie 2021, w związku z odwołaniem Grand Prix Turcji, wyścig o Grand Prix Francji został przesunięty o tydzień wcześniej, a do kalendarza została dodana kolejna runda pod nazwą Grand Prix Styrii.

## Zwycięzcy Grand Prix Styrii
| Sezon | Kierowca       | Konstruktor    | Tor           |        |
| ----- | -------------- | -------------- | ------------- | ------ |
| 2020  | Lewis Hamilton | Mercedes       | Red Bull Ring | Wyniki |
| 2021  | Max Verstappen | Red Bull-Honda | Red Bull Ring | Wyniki |
| Sezon | Kierowca       | Konstruktor    | Tor           |        |